# リリック・シアター
リリック・シアターは、ロンドンのウェストミンスター区、シャフツベリー・アベニューにあるウエスト・エンド・シアターである。この劇場はプロデューサーのヘンリー・レスリーのために建設された。彼は、軽歌劇のヒット作Dorothyの利益から資金を調達し、1888年12月17日に新しい劇場を開くためこの演目を元の劇場から移した。
レスリーと彼の初期の後継者たちの下でミュージカルを専門としていて、その伝統は劇場の存続する間、断続的に継続されている。劇場の初めの40年間で上演されたミュージカル作品には、The Mountebanks（1892年）、His Excellency（1894年）、The Duchess of Dantzig（1903年）、『チョコレートの兵隊』（1910年）、Lilac Time（1922年）などがある。その後、『あなただけ今晩は』（1958年）、Robert and Elizabeth（1964年）、『ジョン、ポール、ジョージ、リンゴ...そしてバート』（1974年）、『ブラッド・ブラザーズ』（1983年）、『ファイブ・ガイズ・ネームド・モー』（1990年）、Thriller – Live（2009年）などのミュージカルが上演された。
リリック・シアターでは、シェイクスピアからユージン・オニール、ストリンドベリまでミュージカル以外の作品も数多く上演されており、ノエル・カワード、テレンス・ラティガン、アラン・エイクボーン、アラン・ベネットなどによる新作も上演されている。初期には劇場に出演したスターに、マリー・テンペスト、ジョンストン・フォーブス＝ロバートソン、エレオノーラ・デュース、エレン・テリー、タルーラ・バンクヘッド、そして20世紀半ばには、アルフレッド・ラント、リン・フォンタン、ローレンス・オリヴィエ、ラルフ・リチャードソン、ヴィヴィアン・リーが含まれる。最近では、アレック・ギネス、ジョーン・プラウライト、グレンダ・ジャクソン、ジョン・マルコヴィッチ、ウディ・ハレルソン、イアン・マッケランが出演している。

## 歴史
2017年のロンドンの劇場の調査で、マイケル・コヴニーは、1880年代は「ウェスト・エンドの真の発展を告げる（中略）建築ブーム」の始まりだったと述べている。この劇場は、プロデューサーのヘンリー・レスリーが、アルフレッド・セリエとB・C・スティーヴンソンのヒット作Dorothyの収益で建設したもので、レスリーはこの公演で10万ポンドを稼いだと言われている。建築家は、サヴォイ、シアター、ライシアム・シアター、ハー・マジェスティーズ・シアターなどを設計したC・J・フィップスである。
劇場は4階建てで、当初は1,306人を収容していたが、その後900人程度に縮小された。この新しい劇場について、当時の記述にはこのようにある。「赤いレンガとポーランド石を使ったルネサンス様式のファサードは、中央と2つの翼に分かれており、それぞれ凹んだアーケード付きの高い切妻が付いて」おり、「プロセニアムの縁は茶色と白のアラバスター製で、1階の中央や後部座席の側面にはクルミとシカモアの羽目板が並び、繰形に美しい彫刻が施されている」。
劇場は1888年12月17日に、プリンス・オブ・ウェールズ・シアターから移されたDorothyの817回目の上演と共にオープンした。この作品では、タイトル・ロールにマリー・テンペストが出演し、エイミー・オガルド、フローレンス・ペリー、ヘイデン・コフィンも出演した。公演後の短いスピーチで、レスリーは観客に「パリ・オペラ・コミック座の計画にならって、自国の作曲家による作品を制作したい」という望みを語った。1889年4月に、Dorothyに続いて同じ作者、作曲家によるDorisが上演されたが、前作のような記録的な成功にならうことはできず、202回という数少ない上演で幕を閉じた。レスリーの3番目の作品は、ヘンリー・ポッティンジャー・スティーブンスとエドワード・ソロモンによるThe Red Hussarで、1889年11月から175回の公演が行われたが、その後レスリーはリリック・シアターを手放した。その後ホレイス・セジャーが、当時としては莫大な賃料である年間6,500ポンドで、ライセンシー、マネージャー、唯一の借主となった。

### 1890年
セジャーは、F・C・バーナンドが英語で脚色し、アイヴァン・カリルが追加で音楽を付けたエドモンド・オードランのLa cigaleで早々に成功を収めた。この作品は1890年10月から423回の公演を行った。著名なイタリアの女優エレオノーラ・ドゥースがイギリスで初舞台を行った短い期間を除き、セジャーはミュージカル作品を上演し続けていた。彼の作品にはW・S・ギルバートとアルフレッド・セリエのThe Mountebanks（1892年）、Incognita（1892年）、またシャルル・ルコックのLe coeur et la mainの翻案、アーサー・ローとイサーク・アルベニスのThe Magic Opal（1893年）、スティーヴンソン、フレデリック・コーダー、アーサー・ゴーリング・トーマスのThe Golden Web（1893年）、G・R・シムズ、セシル・ローリー、カリルのLittle Christopher Columbus（1893年）などがある。これらの中には高い評価を得て芸術的に成功したものもあったが、全体的には赤字となり、セジャーは倒産した。
1894年、ジョージ・エドワーズは、ギルバートの脚本とF・オズモンド・カーの音楽による喜劇オペラHis Excellencyを制作した。しかし、インフルエンザの流行で観客が劇場から離れてしまい、162回の公演で閉幕した。続いてウィリアム・グリートが劇場を手にし、ウィルソン・バレット原作、主演のThe Sign of the Crossを発表した。ローマの貴族がクリスチャンの女性に恋をしてキリスト教に改宗するという内容で、それまで劇場に入ったことのなかった人々をリリック・シアターに呼び寄せ、1896年1月から435回の公演が行われた。グリートとバレットはこれに続き、Daughters of Babylonでモード・ジェフリーズと共演した。この作品では、大勢の出演者の若いメンバーの中に、若手のコンスタンス・コリアーがいた。1897年と1898年のシーズンには、ガブリエル・レジャンとサラ・ベルナールという2人のフランス人女優がリリック・シアターに出演していた。1890年代の残りの期間には、ミュージカル作品が戻ってきた。アーサー・E・ゴドフリーとランドン・ロナルドが音楽を担当した、ハリー・グラハムによるLittle Miss Nobody（1898年）、ルイ・ヴァーニー作のL'amour mouille（1899年）、そして最も成功したのがイヴィー・グリーン主演の『フロラドラ』（1899年）で、この作品は455回の公演が行われ、ニューヨークでもヒットした。

### 1900–1914年
1902年にジョンストン・フォーブス＝ロバートソンは1シーズンで主演を務めた。レパートリーには『オセロー』や『ハムレット』を含み、ガートルード・エリオットと共演していた。彼のハムレットは、記事で「我々の世代に与えられた最も洗練された美しいハムレットの体現」、「啓示」 と評された。またマックス・ビアボームは「彼は私たちに初めて、ハムレットをとても明白で分かりやすい存在として見せてくれた」と述べている。
フォーブス＝ロバートソンのシーズンの終わりには、ミュージカル・コメディがリリック・シアターに戻ってきた。オーウェン・ホールとシドニー・ジョーンズのThe Medal and the Maid（1903年）には、エイダ・リーヴとルース・ヴィンセントが出演し、ヘンリー・ハミルトンとカリルのThe Duchess of Dantzig（1903年）には、イヴィー・グリーンとコートイス・パウンズが出演した。またシーモア・ヒックスと数人の作曲家によるThe Talk of the Town（1904年）には、アグネス・フレイザーと、彼女の夫のウォルター・パスモア、ヘンリー・リットンが出演した。続いて、ハワード・タルボットとポール・ルーベンスが音楽を担当したThe Blue Moonが上演され、この作品はフローレンス・スミッソンのロンドンでのデビュー作となった。1906年から1910年まで、ルイス・ウォーラーはリリック・シアターを拠点に、シェイクスピアからロマンティックなコスチューム・ドラマ、そしてケイト・カトラーがリディアとして、ロッティ・ヴェンヌがマラプロップ夫人として出演したリチャード・ブリンズリー・シェリダンの『恋がたき』のような古典的な喜劇まで、幅広く上演した。
1910年に、リリック・シアターではオスカー・シュトラウスが音楽を担当し、バーナード・ショーの『武器と人』をミュージカル化した『チョコレートの兵隊』を上演した。ショーはこの作品をひどく嫌い、「まともな喜劇を汚い茶番劇に変えてしまった」と言ったが、大衆はこの作品を気に入り、500回の公演が行われた。この成功の共同プロデューサーであるフィリップ・マイケル・ファラデーは、1911年にリリック・シアターの単独監督となり、Nightbirds（ヨハン・シュトラウス2世の『こうもり』の翻案、1912年）、The Five Frankforters（「ウィーンの銀行コメディ」と評された、1912年）、The Girl in the Taxi（1912年）、The Girl Who Didn't（1913年）、Mamzelle Tralala（1914年）などを上演した。

### 1914–1929年
1914年、エドワード・エンゲルバッハが賃借人としてウィリアム・グリートの後を継いだ。リリック・シアターではミュージカルはしばらく上演されず、非ミュージカルのドラマが主流となっていたが、その中には、物語の終わりから始まり、最初に戻るという珍しいメロドラマであるOn Trialがあった。この作品は174回という悪くはない上演実績をあげた。またドリス・キーンとオーウェン・ナレス主演のRomanceは、ヨーク公劇場からリリック・シアターに移され、1049回の上演を終えた。キーンはその後、喜劇であるRoxana（1918年）に主演し、高い評価を得た。1919年には、『ロミオとジュリエット』でキーンの夫であるバジル・シドニーが演じたロミオの相手役としてジュリエットを演じたが、この時の批評は厳しいものであった。そのためエレン・テリーが演じた乳母は、この作品の救いとなった。
ミュージカル・コメディは、1920年代初頭にリリック・シアターに戻ってきた。ロバート・ストルツが音楽を、ハリー・グラハムが脚本を担当した笑劇であるWhirled into Happiness（1922年）は244回の公演が行われ、コーティス・パウンズが主役のフランツ・シューベルトを演じたLilac Timeは1922年12月に幕が開き、626回の公演が行われた。フレデリック・ロンズデール脚本で、ハロルド・フレイザー＝シムソンが音楽を担当したThe Street Singerは、フィリス・デアとハリー・ウェルチマンが主演し、1924年6月から360回の公演が行われた。
1920年代の残りの期間、リリック・シアターのプログラムは音楽以外のほうが多かった。演劇史家のレイモンド・マンダーとジョー・ミッチェンソンは、1926年と1927年に2人の名前がこの劇場と密接に関連するようになったと書いている。「エイブリー・ホップウッドの3つの劇が目覚ましい上演実績をあげた。デイヴィッド・グレイとのコラボレーションによるThe Best People（1926年）は309回、The Gold Diggers（1926年）は180回、The Garden of Eden（1927年）は232回の公演を行った」。後者の2作品には、1920年代の “ブライト・ヤング・シングズ"の間でかなりの興行成績を収めていた女優のタルーラ・バンクヘッドが出演していた。彼女はリリック・シアターで、Her Cardboard Lover（1928年）とLet Us Be Gay（1929年）に出演した。

### 1930–1945年
1930年から第二次世界大戦までの間、リリック・シアターではミュージカル以外の演劇を次々と上演した。1930年代前半には、ユージン・オニールの6時間に及ぶ『奇妙な幕間狂言』（1931年）、フェイ・コンプトン、マーティタ・ハント、ジェシカ・タンディが出演し317回の公演を行ったドディ・スミスのAutumn Crocus（1931年）、フローラ・ロブソンが出演したJ・B・プリーストリーのDangerous Corner（1932年）、エドナ・ベストとハーバート・マーシャルが出演したローズ・フランケンのAnother Language（1932年）、レイチェル・クロザーズのWhen Ladies Meet（1933年）などがある。

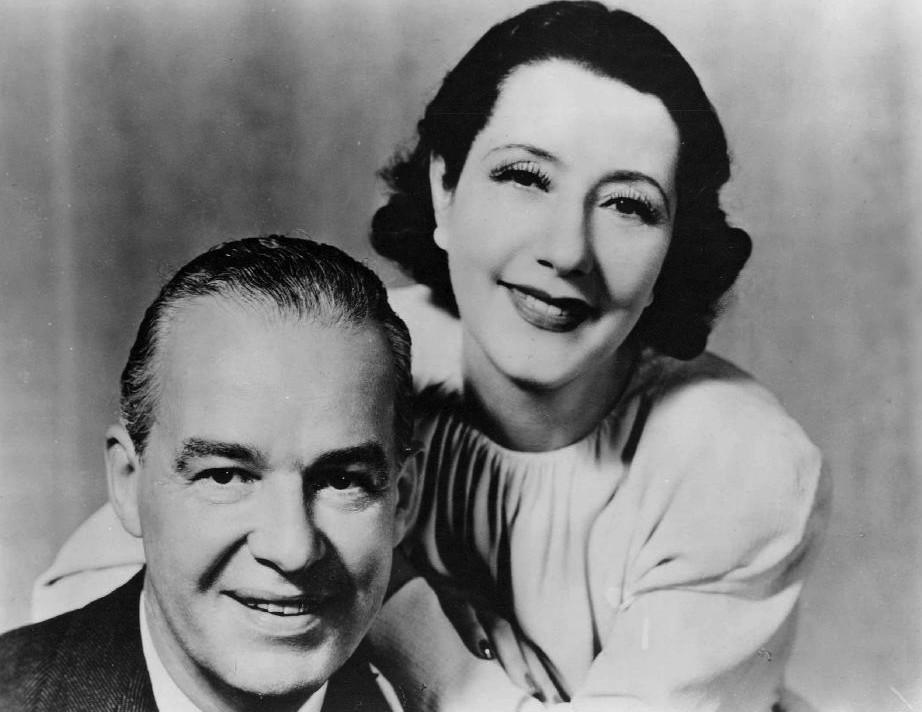
アルフレッド・ラントとリン・フォンタン (1950年)

1933年、トーマス・ボストックが劇場の経営者となり改築した。翌年、アルフレッド・ラントと妻のリン・フォンタンは、1931年から1932年にブロードウェイで出演したロバート・E・シャーウッドの『ウィーンでの再会』で成功を収めた。1930年代半ばのその他の作品には、シドニー・キングズリーのMen in White（1934年）、エドナ・ファーバーとジョージ・S・カウフマン作、ノエル・カワード演出のTheatre Royal（1927年にブロードウェイでThe Royal Familyというタイトルで上演された）をマッジ・ティザーリッジと若きローレンス・オリヴィエ主演で上演し、約半世紀ぶりにマリー・テンペストがこの劇場に戻ってきた。1935年にはシャーウッドのTovarich（1933年にジャック・ドゥヴァルのフランス語の劇が原作）が414回も上演された。
プリーストリーのBees on the Boatdeck（1936年）は、ラルフ・リチャードソンとオリヴィエが演出と主演をしたが、成功しなかった。モーリス・コルボーンのCharles the King（1936年）は、グウェン・フランコン＝デイヴィスとバリー・ジョーンズが主演し、より良い結果となった。1936年、エドワード8世は、曾祖母であるヴィクトリア女王を役柄として舞台で演じることを長年にわたって禁止していたのを解除し、それまで私的にしか上演されていなかったローレンス・ハウスマンのVictoria Reginaが、パメラ・スタンリーをタイトルロールに起用し初めて公開で上演され、337回上演された。
1938年には、ジャン・ジロドゥの原作をS・N・ベアマンが脚色したブロードウェイ作品『アンフィトリオン 38』の移籍公演が行われるとともに、ラントが戻った。これに続いてチャールズ・モーガンのThe Flashing Streamにゴッドフリー・タールとマーガレット・ローリングスが出演し、201回上演された。戦時中のリリック・シアターは低迷し、1941年から42年にかけて269回の公演を行った、マージョリー・シャープ原作でイヴォンヌ・アルノー主演のThe Nutmeg Treeのような大規模な公演はほぼなかった。1943年、劇場はプリンス・リトラーの管理下に置かれた。1944年、テレンス・ラティガンのLove In Idlenessでラントが戻ってきた。

### 1946–1970年
戦後のリリック・シアターでは、1946年5月から始まったラティガンの『ウィンズロウ・ボーイ』（476回の公演）を始めに、多くの舞台がロングランで上演された。1949年にはジョージ・ファーカーの『伊達男の策略』が、194年にはアンドレ・ルーサンの作品をナンシー・ミットフォードが翻案しThe Little Hutが上演された。また、T・S・エリオットのThe Confidential Clerk（1953年）がエディンバラ・フェスティバルから移され、成功を収めた。1954年4月には、アンドレ・ルーサンの作品をモーリーが脚色して主演したHippo Dancingが再びロングラン（433回の公演）で上演された。1955年には、アルベール・ユソンの喜劇La Cuisine des angesを翻案したMy Three Angelsが、1956年にはカワードのロマンティック・コメディ『南海泡沫事件』がヴィヴィアン・リー主演で上演され、成功した（276回の公演）。
1956年12月から1960年代にかけて、2つのミュージカルが劇場を賑わせた。1つ目は、ジョーン・ヒール、デニス・クイリー、ジェーン・ウェナムが出演したGrab Me a Gondolaで、計673回の公演が行われた。2作目はエリザベス・シールとキース・ミッシェル主演の『あなただけ今晩は』で、1958年7月に公開され、1512回の公演が行われ、1962年3月に幕を閉じた。
『あなただけ今晩は』の後、リリック・シアターでは比較的短い期間の上演が続いた。1962年3月から1963年11月までに6つの作品が上演され、終了した。その後、ウェンディ・ヒラーとスザンナ・ヨークが出演したヘンリー・ジェイムズの『鳩の翼』の舞台化作品が好調で、ヘイマーケット劇場に移り323回の公演を終えた。次のロングラン作品は、ロバート・ブラウニングとエリザベス・バレットの駆け落ちを描いたミュージカルRobert and Elizabethで、1964年10月から1967年1月まで948回の公演が行われた。P・G・ウッドハウスのブランディングズ物語を基にしたOh, Clarence（1968年）では、ノーントン・ウェインがエムズワース卿として主演した。ニール・サイモンの『プラザ・スイート』は、ポール・ロジャースとローズマリー・ハリスが主演し、1969年2月から11月まで上演された。

### 1970年代
リリック・シアターは、批評家によって「彼のキャリアの中で最大の失敗作」と評された、 ピーター・シェイファーのThe Battle of Shrivings（1970年）でこの10年をスタートさせた。この作品ではジョン・ギールグッドが独身のベジタリアン哲学者を演じた。また、アラン・エイクボーンの喜劇How the Other Half Lovesは、1970年8月5日に公開され、869回の公演が行われた。1972年から1973年にかけて、デボラ・カーはトマス・ハーディの物語を翻案したThe Day After the Fairに出演したが、この作品は7ヶ月間上演された後、主演がアメリカでこの作品に出演するために閉幕された。

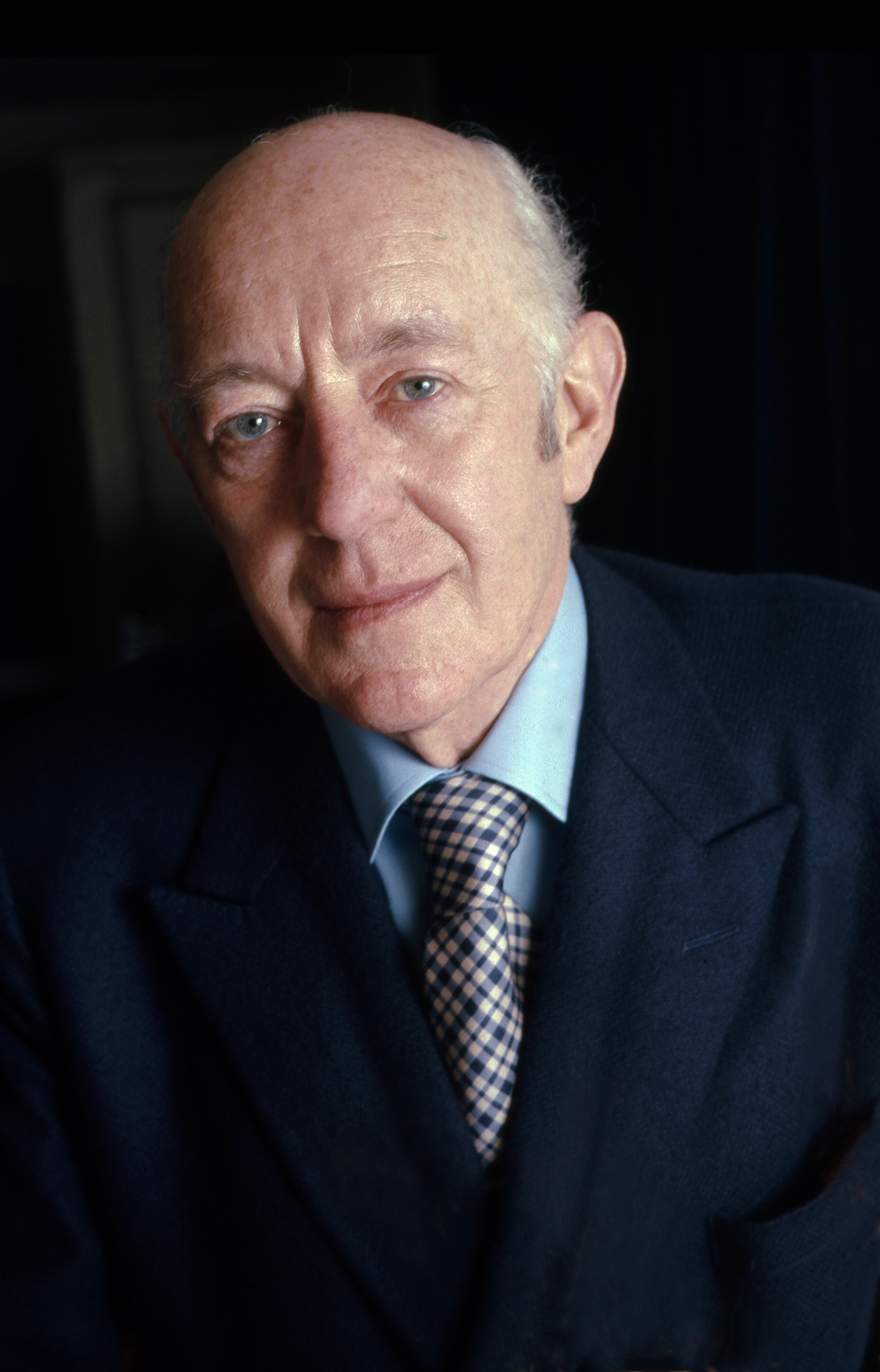
1973年のアレック・ギネス

アレック・ギネスは、アラン・ベネットの1973年の喜劇Habeas Corpusの中で、「医学哲学者であり、密かな好色家」であるウィックスティード博士として主役を演じた。この作品は1974年まで続き、ロバート・ハーディが2月から閉幕の8月までウィックスティード役を引き継ぎ、計543回の公演が行われた。この作品に続いて、リバプールのエブリマン・シアターから移行された作品がリリック・シアターで418回公演された。またウィリー・ラッセルによるビートルズの物語に基づいたミュージカルである『ジョン、ポール、ジョージ、リンゴ...そしてバート』では、アントニー・シャー、バーナード・ヒル、トレバー・イヴ、バーバラ・ディクソンなど、ウエストエンドではほとんど知られていないキャストが出演した。1975年には、1958年の初演時にタイムズ紙が「有名な失敗作」と評して以来、リリック・シアターでハロルド・ピンターの『バースデイ・パーティ』がロンドンで初めて大規模に上演された。
1975年から1976年にかけては、H・M・テネントはリンゼイ・アンダーソンによる喜劇のシーズンを提供した。ジョーン・プロウライトを筆頭に、ジョン・モファット、ピーター・マッケナリー、ヘレン・ミレンらが出演したチェーホフの『かもめ』は、1920年代から1930年代にかけてオールドウィッチ劇場で上演された笑劇の作者である89歳のベン・トラヴァースの新作The Bed Before Yesterdayとレパートリーで上演した。トラヴァースの作品は、1976年から1977年にかけて計497回上演された。その後、アンダーソンは、シリア・ジョンソンとラルフ・リチャードソンが主演したウィリアム・ダグラス＝ホームの喜劇The Kingfisherを演出した。この作品は6ヶ月間満席で上演されたが、ジョンソンが契約更新を希望せず、リチャードソンが代理の主演女優との共演を拒否したため閉幕した。1978年、プロウライトはリリック・シアターに戻り、フランコ・ゼッフィレッリの演出によるエドゥアルド・デ・フィリッポのFilumenaでコリン・ブレイクリー、パトリシア・ヘイズと共演した。70年代の終わりには、ジェシカ・タンディと夫のヒューム・クローニンが、ドナルド・L・コバーン演出の二人芝居The Gin Game（1979年）に出演した。

### 1980年代と1990年代

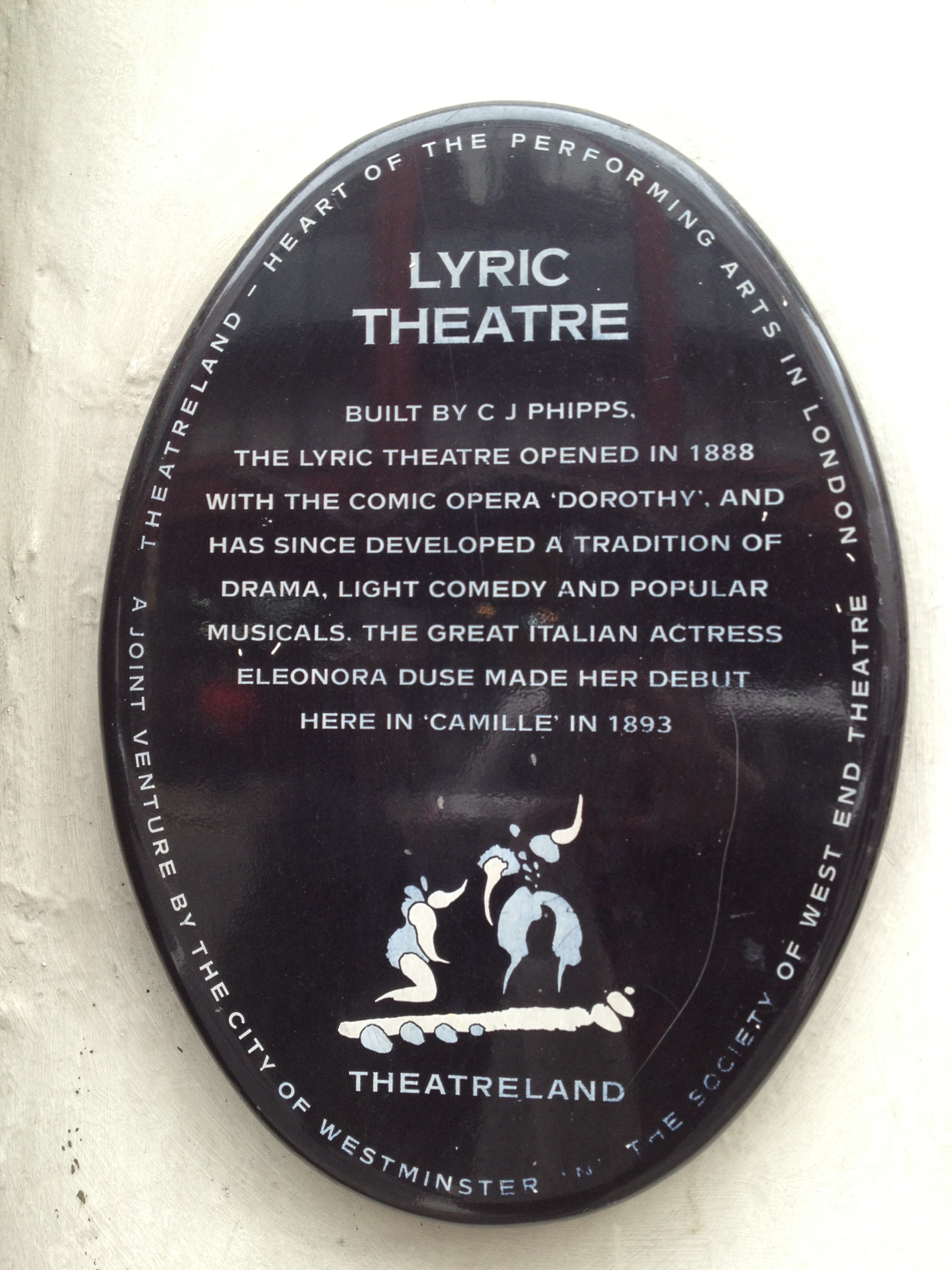
Plaque on the exterior of the Lyric

1980年初頭にリチャード・ブライアーズとポール・エディントンが主演した喜劇Middle Age Spreadが上演されたが、6月にロドニー・ビューズとフランシス・マシューズに代わり、同作品の上演はアポロ・シアターに移された。『パンチ』誌によると「町一番の笑劇」であるエイクボーンのTaking Stepsが9月にリリック・シアターで上演され、1981年6月まで上演された。8月には、ジョン・スタンディングとエステル・コーラーが、Tonight at 8.30に収録されたノエル・カワードの作品3本をウエストエンドでリバイバル上演した。1982年には、ブライアーズとピーター・イーガンがバーナード・ショーの『武器と人』に出演したのに続き、グレンダ・ジャクソンとジョージナ・ヘイルが新作であるSummit Conferenceに出演し、4月から10月まで上演された。また1983年4月から10月まで上演されたウィリー・ラッセルのミュージカル『ブラッド・ブラザーズ』は、リリック・シアターでロンドンデビューを果たし、ローレンス・オリヴィエ賞の最優秀新作ミュージカル賞を受賞し、その後、ウエストエンドでロングランのリバイバル公演が行われた。その後、劇場はミュージカル以外の舞台に戻り、ヒュー・ホワイトモアのPack of Liesではジュディ・デンチとマイケル・ウィリアムズが主役を演じ、約1年間上演された。
1984年に再演されたジョー・オートンの『戦利品』は、主演のレオナルド・ロシッターが公演中に楽屋で亡くなったことで話題になった。その時の公演は、ディンズデール・ランデンが代わりに演じ、続けられた。1985年には、アラン・ジェイ・ラーナーとフレデリック・ロウの映画『恋の手ほどき』の舞台化で、短期間ながらミュージカル・シアターへの復帰を果たした。エイクボーンとラッセルは再び戯曲を書き、エイクボーンはA Chorus of Disapproval（1986年）、ラッセルはミュージカル喜劇ではないOne for the Road（1987年）を上演した。1988年から1989年にかけて、ブライアン・リックスは、ロンドンでの上演から30年を経て、ホワイトホールの笑劇Dry Rotのリバイバル公演を行い、主演を務めた。
1994年には劇場のファサードが修復された。過去の公演を振り返ると、2020年のリリック・シアターのウェブサイトでは、1990年代の公演作品から11作品が挙げられている。ジョン・マルコヴィッチ主演のBurn This（1990年）、キャメロン・マッキントッシュが1990年から1995年まで上演した『ファイブ・ガイズ・ネームド・モー』、リバイバル作品であるミュージカルAin't Misbehavin'（1995年）、そしてチチェスター・フェスティバル劇場で上演されたレオ・マッカーンのHobson's Choiceである。1995年には、「オーストラリアのダンスセンセーションと呼ばれる風変わりなショー『タップ・ドッグス』が上演された。また1996年に上演されたエイクボーンとアンドルー・ロイド・ウェバーによる『天才執事ジーヴス』で、ウッドハウスの作品がリリック・シアターに戻ってきた。1997年にはショーン・マティアスが演出家をつとめたパム・ジェムズの『マレーネ』という音楽付きの劇で、シアン・フィリップスがマレーネ・ディートリッヒ役で主演をした。その後は、他の劇場から3回のトランスファーがあった。 ロイヤル・シェイクスピア・カンパニーのアントニー・シャーが出演した『シラノ・ド・ベルジュラック』（1997年）、ナショナル・シアターのパトリック・マーバーの『クローサー』、そしてマンチェスターのロイヤル・エクスチェンジのAnimal Crackersである。リリック・シアターのウェブサイトに掲載されている1990年代最後の公演は、エイクボーンのComic Potential（1999年）である。

### 2000–2020年

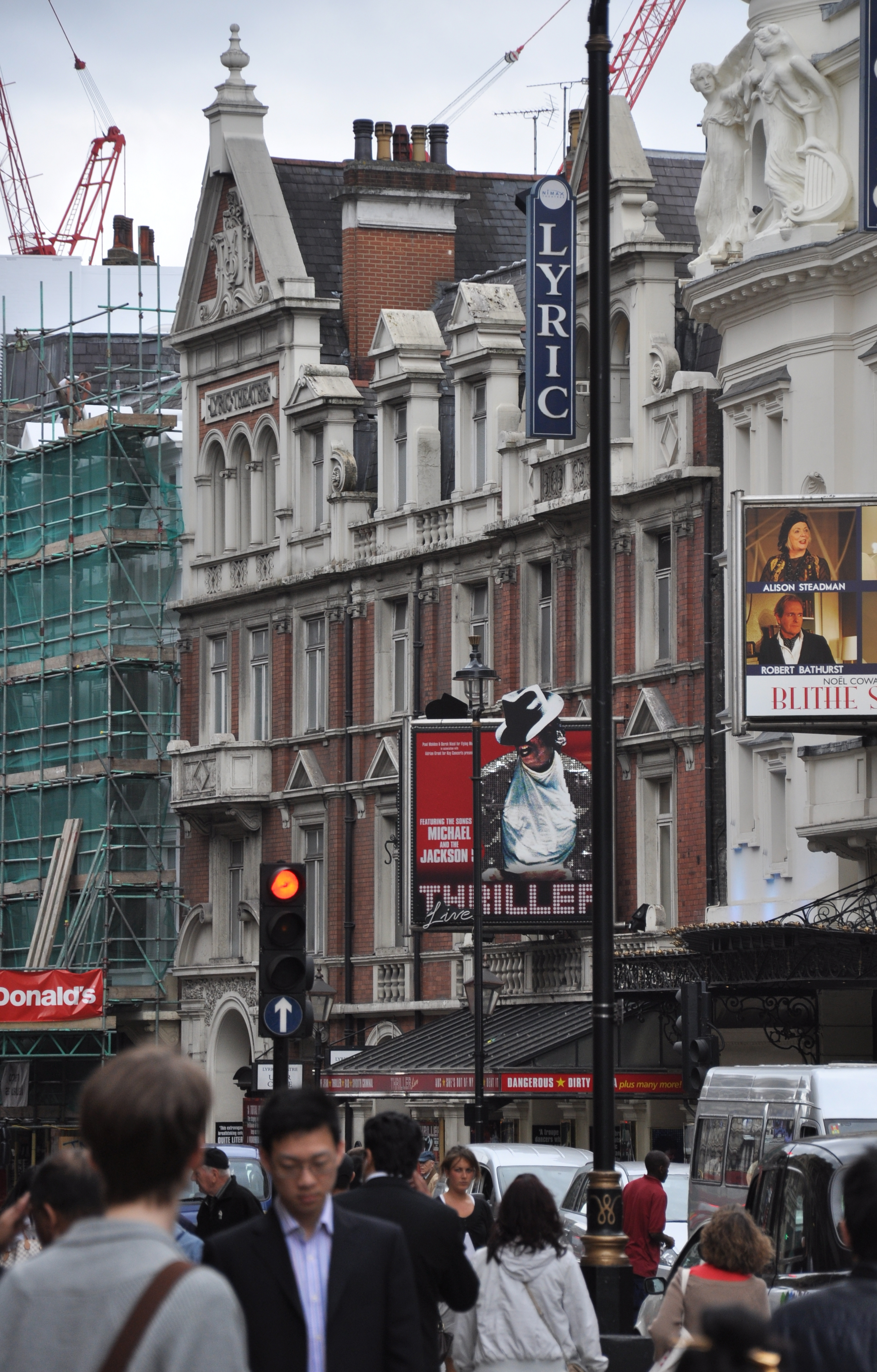
2011年のリリック・シアター

劇場は2000年代に2度、所有者が変わった。2000年にロイド・ウェバーのリアリー・ユースフル・グループに買収され、2005年にはナイマックス・シアターの一部として買収された。2000年代の作品としては、ステファニー・ビーカムとサラ・クロウが出演したファニー・バーニーのジョージ朝の諷刺劇であるA Busy Day（2000年）がある。これに続いて同年、カワードの1945年の映画『逢びき』を舞台化し、ジェニー・シーグローヴとクリストファー・カザノフが出演したほか、ユージン・オニールのドラマ『夜への長い旅路』をジェシカ・ラング主演でリバイバル上演した。翌年にもカワードの作品が上演された。セルマ・ホルトは1926年の劇Semi-Mondeによる、ロンドンの商業劇場での最初の大規模な上演を発表した。その後、2001年にはリリック・シアターはBarbara Cook Sings Mostly Sondheim、ブレンダン・フレイザーの『熱いトタン屋根の上の猫』を上演した。
2002年には、「エリート学校の女性生徒が浮かれ騒ぎをする」女学生の喜劇Daisy Pulls it Offが3ヵ月間上演され、2003年にはイアン・マッケランとフランシス・ド・ラ・トゥールがストリンドベリの『死の舞踏』のリバイバル上演で主演した。2005年には、ビル・ケンライトが、ウディ・ハレルソン、クレア・ヒギンズ、ジェニー・シーグローヴを主演に迎え、『イグアナの夜』を上演した。2006年には、フィル・マッキンタイアがカーメル・モーガンの新作Smallerを上演し、ドーン・フレンチとアリソン・モイエが出演した。
2007年にはミュージカル『キャバレー』のリバイバル上演が行われ、ジェームズ・ドレイファスとジュリアン・クラリーがMC役を務めた。2009年1月にリリック・シアターで上演されたマイケル・ジャクソンの追悼公演Thriller - Liveは、タイムズ紙では「冷たいカスタードのようにスリリング」、デイリー・テレグラフ紙の一部では「伝記の駄作」と評されたが、2020年3月にCOVID-19のパンデミックによって劇場が閉鎖された際にも上演されていた。
劇場は2020年12月5日にミュージカルSixを、ソーシャルディスタンスを用いた演出で再開したが、12月15日にさらなるパンデミックによる規制で閉館した。ミュージカルは5月21日に劇場で再開し、2021年8月29日まで上演される予定。また2021年10月1日には、Get Up, Stand Up! The Bob Marley Musicalの上演が開始された。